# The Legend of Zelda: Tears of the Kingdom
A The Legend of Zelda: Tears of the Kingdom egy 2023-as videójáték akció-kalandjáték, amit a Nintendo fejlesztett. Folytatása a 2017-es The Legend of Zelda: Breath of the Wildnak, és 2023. május 12-én adták ki Nintendo Switch-re.

## Fejlesztés
A fejlesztés 2017-ben kezdődött, miután elkészült a The Legend of Zelda: Breath of the Wild  A játékot a 2019-es E3-on jelentették be, mint a Breath of the Wild folytatása, néhány kiadónál pedig a „Breath of the Wild 2 ” köznyelvi címet használták. A 2021-es E3-on a Nintendo bemutatott egy előzetest, amely felfedi a játékmenetet, a történet elemeit és a tervezett 2022-es kiadási dátumot. 2022 márciusában a Nintendo bejelentette, hogy a játék kiadását 2023 második negyedévére halasztották. További információk jelentek meg a Nintendo Directben 2022 szeptemberében, beleértve a Tears of the Kingdom alcímet és a 2023. május 12-i kiadási dátumot. A cím bejelentése előtt sokan Breath of the Wild 2 néven emlegették a játékot; a Kotaku szerint nehéz lenne felhagyni ezzel a szokással.
A Breath of the Wild rendezője, Fudzsibajasi Hidemaro és a sorozat producere Aonuma Eidzsi visszatértek korábbi szerepeikre. A játék koncepciója azután született, hogy a csapat nem tudta felhasználni a Breath of the Wild letölthető tartalmához tervezett összes ötletet. A játék egyik új eleme a Hyrule feletti lebegő szigetek, amelyek között a játékosok a The Legend of Zelda: Skyward Sword-hez (2011) hasonló stílusban szárnyalhatnak.

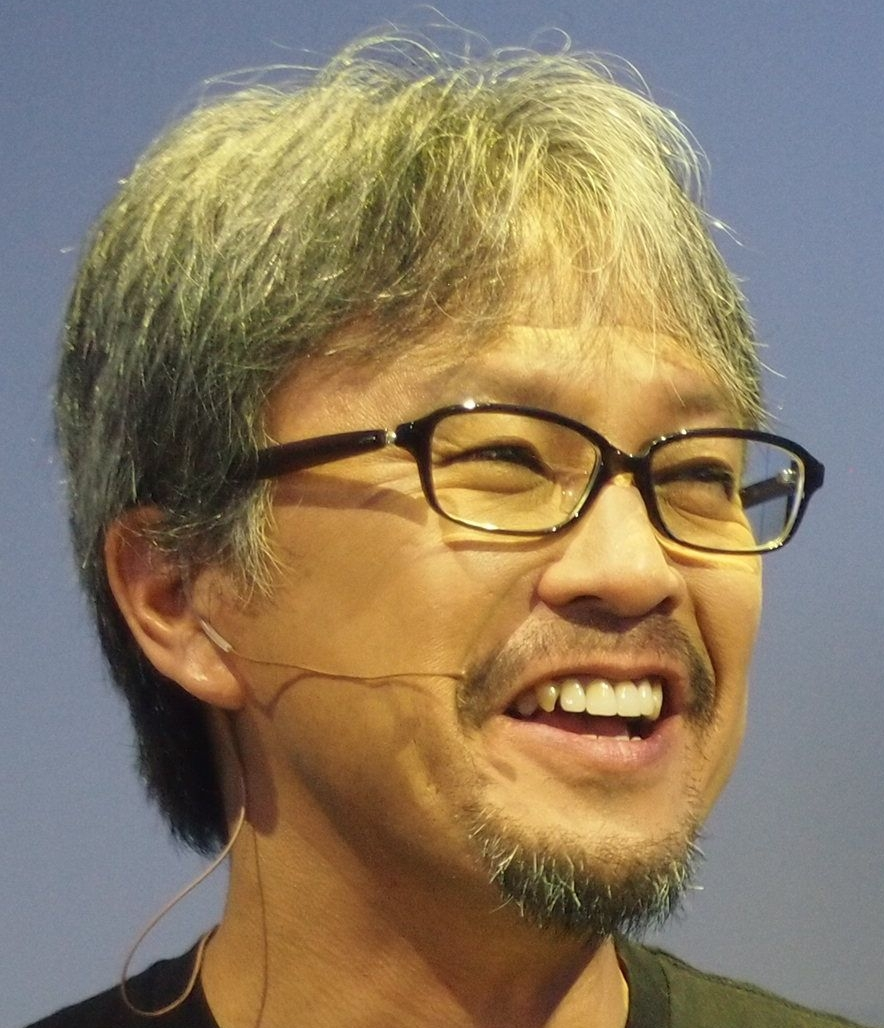
Aonuma, a Tears of the Kingdom producere (2013)